# ویشنووه (ناحیه زنویمو)
ویشنووه (به چکی: Višňové) یک منطقهٔ مسکونی در جمهوری چک است که در ناحیه زنویمو واقع شده‌است. ویشنووه ۱۵٫۳ کیلومتر مربع مساحت و ۱٬۱۱۷ نفر جمعیت دارد و ۳۳۸ متر بالاتر از سطح دریا واقع شده‌است.